# Porocystis acuminata
Porocystis acuminata là một loài thực vật có hoa trong họ Bồ hòn. Loài này được (Radlk.) Acev.-Rodr. miêu tả khoa học đầu tiên năm 1998.